# Барвінок трав'яний

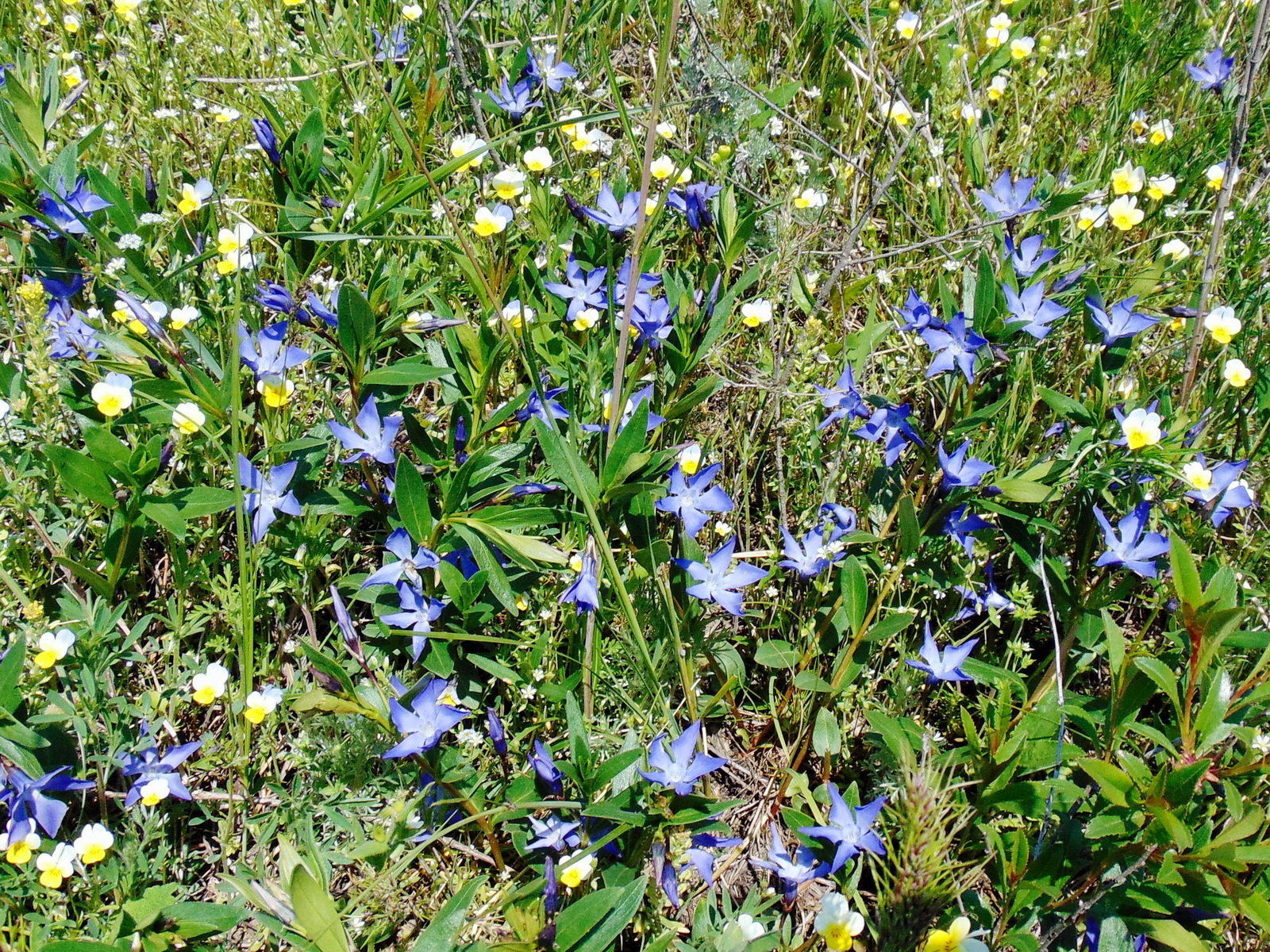
Ценопопуляція барвінка трав'янистого. Національний заповідник "Хортиця"

Барві́нок трав'яни́й (Vinca herbacea Waldst. & Kit) — рослина родини кутрових (Apocynaceae) роду барвінок (Vinca).

## Морфологічна характеристика
За морфологічними ознаками барвінок трав'яний близький до барвінку малого.
Проте на відміну від останнього листки в нього обпадають на зиму, частки чашечки по краях війчасті, квітки — дрібніші (до 18 мм у діаметрі).
Плодоносні пагони барвінку трав'яного — не прямостоячі, а висхідні; неплідні пагони висхідні або сланкі, не вкорінюються або вкорінюються верхівками.

## Поширення
Барвінок трав'яний росте у листяних, рідше у мішаних лісах, чагарниках (С1_2, D1_2). Рослина є тіньолюбною.
Цвіте барвінок трав'яний у травні — червні.
Поширений у лісостепу і степу.
Вид потребує дбайливого використання та охорони. Входить до Офіційних переліків регіонально рідкісних рослин Вінницької і Харківської областей. 

## Використання
Лікувальні властивості барвінку трав'яного остаточно не вивчені. Встановлено, що в надземній частині і в коренях міститься значна кількість алкалоїдів і рутин. Є вказівки на те, що препарати барвінку трав'яного мають здатність знижувати кров'яний тиск і вміст цукру в крові.
В коренях барвінку трав'яного міститься 0,2 % кумаринів, що відносить цю рослину до третьої групи з мінімальною ефективною концентрацією кумаринів, яка викликає загибель половини пухлинних клітин.
Барвінок трав'яний, як і решта видів барвінку, є улюбленою декоративною рослиною українців, тому його широко культивують як у парках, лісопарках, скверах, так і приватних садах і присадибних ділянках, часто висаджують на кладовищах.

## Барвінок в українському фольклорі
Барвінок — символ радісної життєвої сили, вічності усталеного буття, провісника весни та емблема викривальних сил; невмирущої пам'яті про покійних; взаємозв'язку смерті і життя та його продовження, дівоцтва, незайманості, цнотливості, чоловічого начала, молодого козака.
За українськими народними уявленнями, барвінок символізує трійцю: дитинство, зрілий вік, старість; батька, матір, дитя; весну, літо, осінь; вічне нев'януче кохання, нестаріюче життя, пам'ять, а тому з барвінком українці віками сплітали весільні вінки, робили косиці, плели вінки й на могили, що символізувало вічну пам'ять, барвінок садили й садять на могилах.
Збирання барвінку перед весіллям, коли з нього плели вінки-силимени (долю) на стіну, сволок чи стелю, на голову княгині — молодій, — було цілим ритуалом. Дружки з дівчатами йшли в городець, де спеціально садили барвінок чи в сад, парк або до лісу, особливо грабово-букового, де були барвінкові місця, зістригали листя, співаючи пісні-ладканки й балади.
На Коломийщині записано легенди про те, що барвінок прополюють і доглядають красні діви (лісні), щоби він розкішно ріс і цвів. Ним обсаджували кринички-джерела, його садили в криницях поміж каміння, ним прикрашали посуд на Водохреща.

## Джерело
- Енциклопедія Коломийщини, зшиток 2, літера Б
- Барвінок // Українська мала енциклопедія : 16 кн. : у 8 т. / проф. Є. Онацький. — Накладом Адміністратури УАПЦ в Аргентині. — Буенос-Айрес, 1957. — Т. 1, кн. I : Літери А — Б. — С. 71. — 1000 екз.
- Барвінок // Енциклопедичний словник символів культури України / За заг. ред. В. П. Коцура, О. І. Потапенка, В. В. Куйбіди. — 5-е вид. — Корсунь-Шевченківський: ФОП Гавришенко В.М., 2015. – С. 39–42. – 912 с.